# 남곤
남곤(南袞, 1471년 ~ 1527년 3월 10일)은 조선시대 전기의 문신, 유학자이며 정치인, 교육자, 작가, 시인이다. 초기 사림파 정치인이었으며 성리학의 지식에 해박하였으며, 사장학과 경서 해석에도 재주가 있었다. 자(字)는 사화(士華), 호는 지정(止亭)·지족당(知足堂)·지족(知足), 시호는 문경(文敬), 본관은 의령(宜寧)이다. 사림파 출신 인사 중 김전, 이행 등과 함께 훈구파 심정·홍경주 등이 기묘사화를 일으키는 것을 묵인·동조하였다. 김종직의 문인이다.
1494년(성종 25년) 별시문과에 을과로 급제하여 부제학, 이조참판, 사헌부대사헌, 이조판서, 홍문관대제학, 의정부좌찬성과 우찬성, 예조판서를 거쳐 기묘사화 이후 대광보국숭록대부로 승진하여 의정부 좌의정과 영의정을 지내고 영중추부사에 이르렀다.
사림파의 일원으로 갑자사화로 유배되었다가 1506년 중종 반정 이후 복귀했다. 그 뒤 김전과 함께 신진 사류의 과격한 개혁정책에 반대했다. 비록 기묘사화를 묵인·동조했던 인물 중 하나이긴 했지만 정작 중종이 조광조를 사사하고자 했을 때는 왕에게 관대하게 처분해야 한다고 말하기도 했고, 조광조가 죽을 때에는 그의 죽음을 한탄하기도 했다. 이는 기묘사화가 본인의 의도와는 다르게 흘러갔기 때문이었다.
그의 고모부는 임원준이고, 임사홍은 고종사촌 형이 된다. 경상남도 출신이다.

## 생애

### 생애 초반

#### 출생과 가계
지정 남곤은 1471년(성종 2년) 곡산군수를 지낸 남치신의 2남으로 경상남도 밀양부(密陽府) 부북면(府北面) 대항리(大項里, 현재의 밀양시 부북면 대항 2리 457번지 "남곤의 딱밭"이라고 부르는 곳)화악산 근처에 있던 외가인 외할아버지 하비(河備)의 집에서 출생하였다. 남포는 그의 형이었다.
그의 집터는 현재 사라지고 없는데, 고향인 밀양의 전설에 의하면 그가 훗날 중종조에 조광조 등 유명한 신진 학자들을 죽게 한 기묘사화에 동조, 묵인하여 사건으로 사후에 변절자와 배신자의 전형으로 몰려 지탄받게 되자, 남곤과 같은 인물을 낳았다 하여 남곤 사후 이곳 지맥을 끊기 위해 배(舟)의 모양인 대항리 산들을 메우고 연못을 팠다고 한다.
남곤의 가계는 다소 불확실한데, 이는 그가 몰락한 후, 서자 1명이 전하나 본부인에게서 아들이 없었으므로 그에 대한 자료나 기록은 잊혀졌기 때문이다.
고려말에 지영광군사를 지낸 남천로(南天老)의 후손으로, 남천로의 손자 조선의 개국 공신 남재(南在)의 후손이라는 설과, 일설에는 남재의 숙부이자 남천로의 차남 남을진(南乙珍)의 증손자라는 설도 있으나, 남을진의 형 남을번(南乙蕃)이 1320년생이고, 남을진은 1331년생으로 그의 증조부로 보기에는 다소 연대가 맞지 않는다. 또한 남을진의 증손으로 본다면, 30년 연상인 남이가 그의 손자뻘이 되고, 남효온이 그보다 17년 연상인 그의 손자뻘이 되므로 앞뒤가 맞지 않는다.
그의 고모는 임원준과 혼인했는데, 20년 이상 나이차이가 나는 임사홍과 임사영은 그의 고종 사촌 형들이었다. 임사홍은 후일 폐비 윤씨 사사당한 일을 연산군에게 폭로하고, 갑자사화의 원인을 제공했다.
그러나 남곤은 임사홍을 안좋게 보았는데, 중종 말 김안로를 제거하면서 김안로가 임사홍보다도 더 사악한 인간이라 지목했다. "임사홍(任士洪)은 어리석은 사람이고, 노기(盧杞)의 재주도 안로에게는 미치지 못할 것이다. 김안로는 임사홍과 노기를 합쳐 한몸이 된 사람이다. 우리들이 어떻게 끝까지 그 사람의 수족(手足)을 견제할 수 있겠는가? 그가 하루를 밖에 있으면 조정이 하루가 편안하고, 한 해를 밖에 있으면 조정이 한 해가 편안할 것이다. 이렇게만 되면 만족하겠는데, 나는 이미 늙어서 죽을 날이 얼마 안남았다. 이 말이 사실임을 그대들은 알게 될 것이다. ( ‘任士洪愚人也, 盧杞之才, 不及安老。 安老則合任、盧而爲一身者也。 吾輩豈能終縶此人之手足哉? 〔彼在外一〕 日, 則朝廷安一日, 在外一年, 則朝廷安一年。 如是而足矣。 吾已老矣。 死亡無日矣。 此正君輩之所及見者。)"라는 것이다.
남곤은 어려서부터 기억력이 좋고 암기에 능했으며, 시와 글을 잘 지어 신동이라 칭찬을 들었다.

#### 유년기와 수학
어릴적 외사촌 하충(河沖)과 함께 점필재 김종직의 문하에 찾아가 수학하였다.
어려서부터 독서와 탐구를 좋아하였다. 김종직의 문하에서 공부하여 문명을 떨쳤으며, 김일손, 김굉필, 이목, 정여창 등과 동문수학하였다. 그는 동문들 중 김일손과 특히 친했는데, 그는 동문들 중에서도 김일손의 재능을 높이 평가하였다. 한편 그의 친구 중 한사람인 김굉필의 문하에서 조광조가 수학했는데, 조광조는 후일 그의 정치적 라이벌이 된다. 1489년 (성종 20년) 19세에 생원시(生員試)와 진사시(進士試)에 모두 합격하여 이름을 날렸다. 사마양시에 합격하여 생원, 진사가 되었고, 성균관에 입학하여 유생(儒生)으로 수학하였다.
1492년(성종 23년) 겨울 성균관유생으로 있을 때, 이목과 심순문(沈順門), 최광윤(崔光潤), 조원기(趙元紀), 송여려(宋汝礪), 이수함(李守諴), 이윤탁(李允濯) 등과 함께 대신 윤필상의 죄악을 규탄했다가 감옥에 갇히기도 했다.

### 청년기

#### 과거 급제와 언관 활동
1494년(성종 25년) 별시문과에 을과로 급제하여 예문관검열을 거쳐 사가독서를 하였다. 그는 오랫동안 과거 시험에 장원급제하지 못한 것에 감정을 가지고 있었는데, 김일손이 보낸 시문과 편지 중에는 과거에 장원 급제 하지 못한 것을 너무 안타까워 하지 말라며 위로하기도 했다.
1495년(연산군 1년) 3월 5일 주서(主書)가 되었으며 1496년(연산군 2년) 홍문관 수찬, 사간원 정언(司諫院 正言)을 지냈다. 사간원으로 있을 때 질정관(質正官)의 소임을 맡아 명나라에 다녀왔고, 그해 11월 김전·신용개 등과 함께 사가독서의 명을 받았으며, 바로 전정(殿庭)에서 문신들의 재량을 시험할 때 1등으로 뽑혔다. 수신과 제가를 신념으로 삼은 그는 사사로운 청탁과 도움을 거절하였고, 성리학의 이념 전파를 위해서라도 항상 조심스럽게 행동하였다. 성종 말년 외척이자 권신인 윤필상의 비리를 탄핵하였다가 훈구파들의 역공격을 받고 투옥되었고, 유순정, 성희안의 비리를 탄핵하였다가 다시 투옥되기도 하였다. 이 사건을 계기로 성희안, 유순정 등과 척을 지게 되는데 이들은 후일 중종 반정의 주요 지휘자들이기도 했다.
1498년(연산군 4년) 1월 5일 홍문관 수찬(弘文館修撰)이 되었다. 이후 김종직의 제자인 동문들의 추천으로 청요직을 두루 거치면서 훈구파 인사들의 축재와 비리를 탄핵하는데 앞장섰다. 그 뒤 부제학과 좌부승지를 지냈고 개혁적 성향이었으며 또한 부패한 지방관들을 탄핵하고, 음서 제도로 출사한 관리들이 요직을 차지한 것을 비판하여 실력으로 인재를 등용할 것을 왕에게 건의하였다.
1500년(연산군 6년) 5월 29일 홍문관 교리(弘文館校理) 1502년(연산군 8년) 2월 9일 홍문관 응교(弘文館應敎)를 거쳐 1503년(연산군 9년) 1월 2일 경연시강관(侍講官)이 된 이래 경연에 참석하여 경연시독관(試讀官), 참찬관(參贊官), 전한(典翰)을 지냈다. 훈구 대신들의 권력남용이 심하여 왕 이상의 권력을 휘두르려 한다며 훈구파 대신들의 부패와 전횡, 월권행위를 규탄하기도 했다. 그 뒤 통정대부로 승진, 홍문관 부제학(弘文館副提學), 좌부승지 등을 지냈다.
동료인 김굉필의 문하생인 조광조는 일찍부터 선배들을 찾아다니며 사물과 시국을 논하였는데, 이때 남곤 역시 조광조를 만나게 된다. 그러나 지나치게 조금도 흐트러짐 없는 그의 모습을 우려한 조광조의 모친은 아들에게 남곤과 가까이 하지 말것을 충고하기도 한다.

#### 조광조와의 인연
청년기의 남곤은 같은 김종직 학파 사람인 조광조와도 개인적인 친분이 있었다. 
야사에 따르면, 과거에 급제하기 전의 조광조는 선배 사림인사들을 찾아다녔는데 그 중에는 남곤도 있었다. 산책을 하던 길에 조광조는 지나가던 여인의 모습을 보고 계속 뒤돌아봤고 남곤은 옆으로 고개도 한번 돌리지 않고 앞서 걸어갔다. 조광조는 지나는 길에 여인들을 훔쳐본 것을 보고 자신의 수양이 부족함을 한탄하였다. 조광조는 어머니 여흥 민씨에게 산책시 여인의 모습을 훔쳐본 것을 보고 자신의 수양이 부족함을 자책하였으나, 조광조의 어머니 여흥 민씨는 오히려 남곤을 조심할 것을 경고하였다. 
"젊은 사람은 젊은이답게 살아야 된다. 아름다운 처녀가 있는데 젊은 장부의 마음이 어찌 잠잠하겠느냐? 아무런 감정이 없다면 나무나 돌 같은 사람이다. 네가 처녀들에게 한 눈 판 것을 나무라지 않는다. 철이 들면 분별할 때가 반드시 있다."며 "남곤은 목석 같은 사람이라 젊은이의 피가 끓지 않는 차가운 사람이다. 겉으로 보면 인격적으로 수양이 된 것처럼 보이겠으나 속으로는 그도 처녀들에게 쏠렸을 것이다. 그것을 속으로도 참는 것은 어려운 일이다. 그런데 남곤은 한눈 하나 팔지 않았다면 얼마나 차갑고 모진 사람인가? 훗날 남곤이 정치를 한다면 인정 사정을 봐주지 않을 것이다. 사람의 약한 정, 미운 정을 헤아리지 않는 판단을 내릴 것이다. 인간이 살다보면 실수할 수도 있고 잘못을 저지를 수도 있는데 남의 윗사람이 된 자는 너그러움이 있어야 된다. 죄지은 사람을 다음에 잘 하라고 용서할 수도 있는 것이다. 그러나 남곤은 그런 아량이 적어 많은 사람을 피흘리게 할 거나 외면할 것이다. 내가 너를 어찌 그런 사람과 사귀게 하겠는가?"
민씨는 아들이 남곤과 자주 만나지 못하도록 집도 이사하였다 한다.
이 일화는 출처도 불분명한 야사로 남곤의 냉혹함을 드러내는 데 초점을 두었으나 이는 사실과 다르며 남곤 입장에선 억울한 측면이 있다.

#### 대은암동의 유래

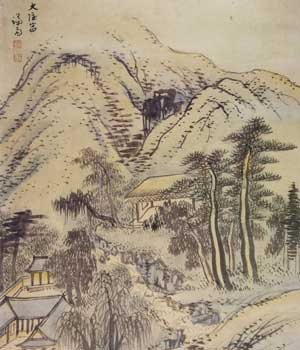
대은암도
(겸재 정선이 그린 그림으로 초가 뒤편의 바위가 대은암이다.)

서울 대은암동은 대한민국의 청와대가 들어서 있는 서울 종로구 세종로 산 1번지 북악산 남쪽 기슭 지역의 옛 이름이었다. 이 대은암동은 그의 집 대은암에서 유래한 것이다. 글재주가 뛰어났던지정 남곤은 이곳의 빼어난 경치를 사랑하여 집을 짓고 살면서 대은암이란 바위 이름이 생겨났다.
남곤이 당대를 대표할 만한 풍류문사였기에 그와 짝할 만한 문사인 읍취헌 박은과 용재 이행 등은 늘 술을 들고 남곤의 집에 찾아가곤 했다.
그러나 승지 벼슬을 지내던 남곤이 새벽에 나갔다 밤에 돌아오니 만나서 함께 놀 수가 없었다. 이에 박은이 그 집 뒤에 있는 바위를 만날 수 없는 주인에 빗대 대은암(大隱岩:크게 숨어있는 바위)이라 하고, 그 밑을 흐르는 시내를 만리 밖에 있는 여울과 같다는 뜻으로 만리뢰(萬里瀨)라고 했다. 이후 이 일대를 대은암이 있는 동네라 하여 대은암동이라는 지명이 유래하게 되었다.

### 정치 활동

#### 갑자사화와 유배
연산군 즉위 후 그의 고종사촌형인 임사홍은 연산군의 측근으로 활동하였다. 그러나 그는 사촌형인 임사홍을 의도적으로 피하고 멀리하였다.
1504년(연산군 10년) 6월에 훈구파인 임사홍과 신수근 등이 정권을 장악하면서 일찍이 연산군의 어머니 폐비 윤씨를 폐위하여 사사(賜死)하게 한 사실을 임금에게 고하여 왕을 격분시키는데 성공한다. 이에 갑자사화가 발생하여 그는 출사를 박탈당한다. 사화 초기인 그해 7월에 그는 김일손 등을 추국할 때 비변사 가낭청(假郞廳)으로 참여하여 성희안(成希顔), 유헌(柳軒), 박열(朴說), 신공제(申公濟) 등과 함께 1자급 승급했다. 그러나 사화가 김종직의 문하생 전체로 확대되면서 그 또한 직첩을 박탈당하였다.
연산군이 자신의 어머니 폐비 윤씨를 추숭하려 하자 사림파 관료들은 선왕(성종)의 유지에 어긋난다며 반대했다. 분노한 연산군은 생모 추숭작업을 계속하던 중, 유자광, 신수근, 임사홍 등은 생존해 있는 폐비 윤씨의 생모 거창군부인 신씨를 찾아내 연산군과 만나게 한다. 모친의 죽음에 분노한 연산군은 학살을 감행한다(갑자사화)
폐비 사건에 참여했거나 관련된 윤필상, 성준, 이세좌 등을 사형시키고 한명회, 정창손, 정여창 등이 부관참시당한다.
남곤 역시 폐비 윤씨의 복위는 성종의 유지에 어긋난다는 발언을 했다가 연산군의 눈밖에 나게 되고, 금고형에 처해진다.
유배지에서 그는 시문과 사서 삼경으로 시름을 달랬고, 후학들을 양성하여 성리학을 전파한다. 무오사화(1498)와 갑자사화(1504)로도 그의 성리학적 도덕적 이상향 구현의 신념은 꺾이지 않았으나, 신중한 성격으로 변모했고 온건론과 점진적 개혁론자로 변모하게 된다. 1506년(연산군 12년) 초 박원종 등으로부터 반정 거사에 동조하라는 의사가 그에게 타진된다. 연산군을 패륜아로 생각한 그는 중종 반정 계획에 적극 참여하지는 않았으나, 반정에 전적으로 동의한다. 중종 반정이 성사된 직후 석방되어 바로 한성으로 귀경하였으며, 그에게도 공신의 서훈이 내려졌으나 그는 사양하였다.

#### 중종 반정과 복귀
1506년 중종 반정 직후 승지를 지냈다. 그는 중종 반정에 직접 참여하지는 못하였으나 반정에 동조하였는데, 유순정, 성희안 등에게 미움을 받았으나 반정을 적극 지지하여 계속 관직을 유지할 수 있었다. 그는 중국 명나라에 보내는 외교 자문의 글을 잘 지었으므로 연산군 폐출의 정당성을 의심하던 명나라에 연산군의 엽기적인 행각을 설명한 글을 보내 명나라 조정을 설득 무마시켰다. 그해 그는 박경(朴耕),김공저(金公著)등이 대신을 모해(謀害)하여 조정을 어지럽혔다며 박경 등이 역모를 꾸민 일을 심정에게 전해듣고 유숭조를 시켜 고발케 하여 그 공으로 후에 가선대부(嘉善大夫)가 되었다.
그는 심정과 출신배경과 학통이 달랐지만 박정, 김공저의 음모사건 적발 때에 손을 잡았고, 1507년 유자광을 정계에서 축출할 때에도 함께 힘을 합쳐 유자광을 공격했다.
1508년(중종 3년) 10월 29일 겸(兼) 동지성균관사(同知成均館事)가 되었다. 남곤은 글재주가 뛰어나서 당대를 대표할만한 문사(文士)로 인정받았는데, 성리학자 중에서도 점필재 김종직의 문인을 사림파(士林派)와 사장파(詞章派)로 분류하면 남곤은 김일손, 표연말(表沿沫), 박한주(朴漢柱), 유호인(兪好仁), 권오복(權五福) 등과 더불어 사장파로 분류된다.
이후 이조참판과 사헌부대사헌(司憲府大司憲), 중추부지사를 지냈다. 한때 대간의 탄핵을 받고 1509년(중종 4년) 6월 6일 특진관(特進官)으로 황해도관찰사 겸 해주 목사(黃海道觀察使兼海州牧使)로 좌천되었다. 그러나 외직으로 나갔을 때 그는 선정을 베풀어서 치적을 쌓고 황해도 관찰사로 재직할때에 소금을 전매(專賣)하여 국비(國費)로 할 것을 장계(狀啓)하였다. 그해 9월 행첨지중추부사 겸 동지성균관 춘추관사를 거쳐 1510년 문한(文翰)의 일인자로 인정받고 호조참판(戶曹參判), 대사헌, 전라도관찰사, 지중추부사 등을 지냈다. 1510년(중종 5년) 8월 29일 호조참판이 되고, 1511년 4월 27일 병조참판(兵曹參判), 사헌부대사헌, 전라도관찰사 등을 역임했다. 좌의정 정광필의 천거로 지중추부사가 되었다가 1513년(중종 8년) 6월 동지경연사(同知經筵使)가 되고 그해 9월 다시 동지경연사가 되었다.
1513년 장경왕후가 인종을 낳다가 죽자, 훈구파 대신들은 중종의 총애를 받는 경빈 박씨를 새 왕비로 추천했다. 조광조가 제안한 구언제도에 의해, 담양부사 박상과 순창군수 김정 등은 단경왕후 신씨의 복귀를 상소했다. 그러나 단경왕후를 복직시키는 것에 대한 반대여론 및 단경왕후 복귀 시 서열문제 발생 등으로 조정에서는 반대가 심했고, 이행은 박상과 김정을 죄를 줄 것을 상주하였다. 한편 홍문관 부제학 김근사는 둘다 옳다고 봤다. 이후 대간은 박상과 김정을 처벌할 것을 상주, 박상은 남평으로 김정은 보은으로 유배됐다. 1515년 9월 남곤은 김전과 박상, 김정의 처벌은 과하다며 용서를 청하였다가 이행의 논박을 받았다. 논쟁은 계속되어 그해 11월 2일 조광조가 정언에 제수되고 김정, 박상을 변호하면서 사직을 청하였다. 이에 김정, 박상을 논핵하던 권민수가 입장을 바꿨다. 영의정 유순은 조광조와 대간 모두 옳다고 하는 한편, 그러자 좌의정 정광필, 우의정 김응기, 우찬성 김전, 우참찬 남곤은 "조광조의 견해가 옳다"고 하였고, "이에 따라 대간의 거취를 정해야 한다"고 하였다. 그러자 김근사가 의정부의 대신들이 화목을 도모하지 않고, 조광조의 편을 듦으로써 분란을 키운다고 비판하였고, 조정 중신들은 홍문관의 비판을 받았다며 사직을 청한다. 그러자 왕은 만류하며 사건을 수습한다.

#### 관료 생활
1514년(중종 9년) 10월 27일 지중추부사(知中樞府事) 겸 동지성균관사(同知成均館事)를 거쳐 호조판서(戶曹判書)에 올랐다. 그해 국경까지 마중나가 명나라 사신을 영접하였고 이어 호조판서와 병조판서, 이조판서를 역임하고 1515년 4월 25일 다시 의정부우참찬(議政府右參贊)이 되었다가 1516년(중종 11년) 4월 25일 좌참찬(左參贊), 1516년 겸 홍문관대제학(弘文館大提學)에 겸임되었다.
1515년 우참찬으로 재직 중 영의정 유순정 등과 함께 박상(朴祥), 김정 등의 단경왕후 신씨(愼氏)의 복위상소(復位上疏)에 대해 반대 의견을 제시했다. 조광조를 비롯한 다른 김종직 학파 사람들은 중종 반정 공신들과 함께 단경왕후 복권을 반대하는 남곤과 유순정을 타락한 변절자라며 규탄한다. 그해 6월 안당 등과 함께 조광조 등 신진 사류를 적극 추천하여 발탁했다.
이후 이조판서를 거쳐 1517년(중종 12년) 8월 22일 의정부우찬성(議政府右贊成)을 거쳐 좌찬성이 되었다. 1518년(중종 13년) 6월 28일 의정부좌찬성으로 있을 때 속동문선(續東文選)을 찬수(撰修)하는데 참여하였고, 예조판서가 되었다. 뒤에 의정부 좌찬성으로 승진했다가 우찬성을 거쳐 행사헌부대사헌, 예조판서, 이조판서 등을 지냈다. 1518년 종계변무(宗系辨誣)를 위해 명나라에 파견되는 종계변무주청사(宗系辨誣奏請使)로 임명되어 연경에 다녀왔으나 성과 없이 되돌아왔다.
이때 부사(副使)로 함께 갔던 이자(李滋)가 정사로 갔던 남곤이 병을 얻어 죽을지경에 있을 때 지성으로 간호하여 회복 시켰는데, 이 때문에 그는 기묘사화에서 큰 화를 면하게 되었다고 한다.
1518년(중종 13) 찬집청당상으로 신용개·김전 등과 함께 《속동문선》을 편수하는데 참여하였다.
1518년 중종은 변방에 나타나 사람과 가축을 약탈하는 여진족 속고내를 토벌하기 위한 토벌대를 편성, 이지방을 방어사로 임명하여 비밀리에 파견하였다. 이때 조광조 등은 비밀리에 군사를 파견하는 것은 속임수라는 이유로 반대했고, 유담년은 속임수보다 사람과 가축이 상한다는 이유로 반박하였다. 사림파 인사들은 모두 조광조의 편을 들었지만, 그는 조광조의 편을 들지 않았다. 그해 5월 15일 조선 각지에 지진이 발생하자 예조판서로, 지진으로 흉흉해진 민심 수습을 주관하였다.
조광조는 유자광은 패악한 인물이고 심정은 심보가 바르지 못한 인물이며, 그들이 조정의 권력을 차지하고 부패하기 짝이 없었다고 규탄했으며 이들을 숙청하고 부패한 반정, 훈구 공신들을 축출해야 왕도정치를 실현할 수 있다고 역설했다. 이때 남곤 역시 소인배라고 비판했는데, 이 말이 남곤의 귀에 들어가게 된다. 이후 남곤은 훈구파가 조광조 일파를 공격할 때 도움을 주지 않는다.

#### 개혁 견해의 차이
그는 김전 등과 함께 사림파 소속이었다. 그러나 조광조, 김식 등의 급진적인 개혁책에 김전 등과 함께 반대하고 나섰다.
개혁의 방안을 놓고 남곤은 조광조와 수시로 마찰을 빚었다. 조광조가 '문학은 선비의 일이 못 되며, 경전 공부에 전념토록 하자'고 하면, 남곤은 '참된 선비라면 학술과 문예에 모두 능해야 한다'고 했고, 김숙자가 그의 아들 김종직에게 활쏘기를 가르쳤던 점도 지적했다.
인물 천거제를 놓고도 논란이 벌어지자 남곤은 양자를 절충, 과거 제도도 존속시키되 과거제를 보완해 천거로도 일부 관리를 뽑자고 하였다. 그러나 조광조는 과거제를 천거제로 대체해나가야 된다고 했다. 남곤의 미온함을 두고 조광조 일파에서 “남곤은 소인이다”라는 비판이 점점 커져 갔다. 한편 김전은 인물 천거제를 반대하였다. 훈구파들에게 받는 의심보다 조광조 일파의 공격이 그에게 타격을 주었다.

#### 기묘사화에 참여
그러나 그는 조광조 등의 급진적인 개정, 개혁에 부정적이었고, 서서히 바꿔나가야 된다는 견해를 피력하다가 신진 사류들의 맹비난을 받았다. 성리학과 수신을 강조하는 개혁자 조광조와의 대립으로 조광조의 신진 세력들에 의해 소인으로 내몰리게 되자 1519년 훈구파 대신 심정, 홍경주의 조광조 일파 제거계획에 가담, 기묘사화에 참여하여 조광조와 그의 세력들을 숙청하는 데 성공했다. 남곤과 심정이 경빈 박씨를, 홍경주 등은 희빈 홍씨를 사주하여 궁녀들을 시켜 궁궐 안과 도성의 나뭇잎에 꿀을 발라 "주초위왕(走肖爲王)"이라 적게 하였다. 그런데 이때 남곤과 심정은 각각 경빈 박씨와 불륜관계가 있었다고 모함되어 곤정(袞貞)이 젖이라는 말도 세간에 퍼져 있었다.
또한 남곤의 집이 경복궁 뒷편 백악산(白岳山) 아래 대은암동(大隱岩洞, 후일 대한민국 수립 후의 청와대 경내에 들어있는 곳)인데 이때 그는 자기 집에서 벌레가 갉아먹은 나뭇잎을 물에 뛰워 대궐 안의 어구(御溝)에 흘려 보내어 중종이 이를 보고 매우 놀라게 하고서 이를 고변하기 위하여 남곤, 심정, 홍경주가 밤에 신무문(神武門)을 통해서 궐안에 들어가 중종에게 고하고 무사들을 시켜 조광조를 처치하려 하였으나 정광필이 말려 유배를 보내는데 그쳤다.
다만 위의 주초위왕의 내용은 애초 선조시대에 추가된 것으로 전부 사실이 아니며, 현대에서 벌레가 글씨가 새겨지도록 파먹게 하는 것은 도저히 불가능한 일임이 입증됐다. 중종실록에 따르면 오히려 기묘사화를 방관하기는 했지만 처벌을 약화시키려는 목적이지 찬성하지 않았으며, 오히려 중종이 조광조를 죽이는데 실패하고 유배를 보낸 것도 정광필 이전에 남곤의 결사반대 때문이었다. 또한 이 때 조광조를 제거하고자 방해되는 정광필을 쫓아내려는 중종의 행동을 막으며 반대한 것 역시 남곤이었다.

#### 조광조 구명 실패
조광조일파가 유배되자 11월 19일 그는 이조판서직을 여러 차례 사직하였으나 수용되지 않았다.
| “ | 선왕 때에 임사홍(任士洪)이 조정의 정사를 어지럽혔으므로 그 죄가 워낙 크나 유 3천 리(流三千里)에 그쳤습니다. 법을 집행하는 사람은 법에 의거해야 마땅하나, 경중을 헤아리는 것은 상께 달려 있습니다. 조광조 등은 임사홍과 같지는 않고 다만 백성에게 은택을 입히는 임금이 되게 하려 하였으나 남에게 저지될까 염려되기 때문에 자기와 뜻이 다른 사람을 배척하여 스스로 소인이 되어가는 줄 몰랐던 것인데 어찌 문득 왕법으로 다스릴 수 있겠습니까? 그렇게 하면 인심도 안정될 수 없을 것입니다. | ” |

이후 정광필, 안당 등과 더불어 조광조 일파에 대한 온건한 처벌을 청하는 상소를 올렸다.
12월 19일 왕이 조광조에게 사형을 시키려 하자 사형보다는 인덕으로서 다스리기를 청하다가, 중종이 강경 대응을 시사하자 유배선에서 마무리 지을 것을 주청하였다. 그러나 중종에게 거부당하나 끝없이 반대를 지속하고, 이 덕분에 조광조의 목숨이 2개월 가량 유지된다.
그러나 중종은 기어코 조광조에게 사약을 내렸고, 조광조의 죽음을 정광필과 더불어 매우 슬퍼한 사람으로 중종실록에 기록됐다. 
조광조, 김정 등이 사사된 직후 그는 누군가가 자신을 가리켜 '소인이 군자를 해쳤다고 평해도 상관하지 않겠다'고 말하기도 했다. 그는 기묘사화에 참여, 협력한 신하들에게 공신과 원종공신 서훈을 내릴 때 자신에게 내려진 공신책록을 거절하였다.

### 생애 후반

#### 신사무옥
조광조, 김식 등이 사사된 후 김종직 학파에서는 그를 배신자로 인식하고 비판, 경멸하게 되었다. 김종직 학파 출신으로 중종 반정에 참여했으며 그와 교류하던 성희안과 유순정 역시 이미 사망하여 그의 편을 들어주는 인물은 없었다. 도리어 그는 조광조 등의 사사가 결정될 때 반대하였지만, 기묘사화 당시 조광조 등을 구명하는데 실패한 일로 비판과 성토의 대상이 되었고, 정광필이 잘못된 소문이 돌아서 엉뚱한 사람이 누명을 쓰고 있다고 중종에게 말을 올릴 지경까지 몰린다.
성균관 학유였던 안처겸(安處謙)과 부수찬이었던 안처근(安處謹) 형제가 후에 훈구파의 영수인 심정, 홍경주 등을 제거할 때 배신자, 변절자로 지목된 남곤, 김전 역시 제거하려 모의하였다. 그러나 안처겸 형제의 남곤, 심정 제거 모의는 송사련의 밀고로 탄로났다. 신사무옥은 1521년(중종 16년) 송사련으로부터 안처겸 형제의 모의를 접한 남곤 등은 안처겸 등의 역모를 주장하여 안당 등의 일파를 숙청하였다.

#### 권력 장악과 퇴출
기묘사화와 신사무옥에 대한 도의적 책임감으로 그는 사직을 청했으나 받아들여지지 않았다. 이 일로 승진, 여러 벼슬을 거쳐 1520년(중종 15년) 1월 13일 의정부좌의정이 되어 우의정 심정과 함께 정권을 장악하였다가 겸 세자사부(世子師父)가 되었다. 이때 그의 첩 조운(朝雲)은 그에게 시골로 같이 낙향하자고 권고한다.
증남곤(贈南袞)

富貴功名可且休 (부귀공명가차휴)  /  부귀와 공명 이걸로 충분하니

有山有水足遨遊(유산유수족오유)  /  산에서 물에서 즐겁게 지내는게 어떠할까

與君共臥一間屋(여군공와일간옥)  /  단칸 방 하나이면 그대와 함께 눕기에는 족하니

秋風明月成白頭(추풍명월성백두)  /  가을바람 밝은 달과 오래도록 삽시다

그러나 그는 낙향하지 않았고, 1523년(중종 18년) 4월 18일 의정부영의정에 올랐다.
이후 심정과 함께 중종의 사돈인 김안로를 공격, 탄핵하였다. 자신의 아들 김희(金禧)가 효혜공주(孝惠公主)와 결혼한 이후 김안로의 권력남용이 심해져, 그는 심정, 이항, 이행 등과 함께 김안로를 공격하였다. 김안로의 공격에 다소 소극적이던 이행은 김안로 일파에 의해 유배되자 남곤을 성인이라며 한탄하기도 했다. 1524년 11월 남곤 등은 김안로가 시비를 가리기를 좋아하고 패거리를 만들기 좋아한다는 이유로 탄핵을 당했으나 왕이 듣지 않았다. 이어 권균, 이유청이 김안로를 탄핵했지만 왕이 듣지 않았다. 남곤은 심정, 이항(李沆) 등과 김안로를 탄핵하여 경기도 풍덕군(豊德郡)에 유배시켰다. 그러나 김안로의 며느리 효혜공주 등의 노력으로 석방운동이 계속되었다.
1527년 병이 위중하였으므로 중종에게 사직요청을 여러차례 하여 벼슬에서 체직된 뒤 얼마 후 사망하였다.

#### 은퇴와 죽음
그는 관직에 투신했으면서도 동시에 서당을 열어 후학 양성에 힘을 쏟았다.
기묘사화를 일으킨 장본인의 한사람이라는 오명과 함께 만년에 자신의 실수를 자책(自責)하고 자신의 글로 인하여 화를 당할까 염려하여 제자들에게 "내가 허명(虛名)으로 세상을 속였으니 너희들은 부디 내 글을 전파 시켜 나의 허물을 무겁게 하지 말라"고 했고, 또 "내가 죽은뒤에 비단으로 염습(殮襲)을 하지 말라 ", "평생 마음과 행실이 어긋났으니 부디 시호를 청(請)하여 비석(碑石)도 세우지 말라"고 당부한 뒤 평생의 사고(私稿)를 불태웠다. 또한 훈구파의 조광조 제거를 방조한 자신의 과거를 후회하면서 자녀들에게도 자신의 글을 태워라, 나는 후대에 글을 남긴 자격이 없다는 유언을 남기기도 했다.
1527년(중종 22년) 3월 10일에 병으로 사망하니 당시 향년 57세였다.
만년에는 자신의 일을 자책하고 자신의 문서가 훗날 화가 될까봐 화를 입을 것을 걱정하여 평생 써놓았던 글을 모두 불태워버렸다. 1527년 영중추부사로 임명되었으나 그해 사망하였다. 시호(諡號)는 문경(文敬)이라 하였으나 후에 추탈된다. 문집에는 《지정집》, 저서에는 《유자광전》, 《남악창수록》 등이 있다.

### 사후
사후 경기도 사천현 묵은면 사패리, 후일의 양주군(楊州郡) 은현면(隱縣面) 봉황암(鳳凰岩) 인좌(寅坐)에 안장되었다. 심정이 김안로를 제거하려다가 역공격을 당하여 숙청당한 뒤, 그의 영향력하에 있던 문무신들도 대부분 파직되어 몰락했다. 사후 문경이란 시호가 내려졌으나 1558년(명종 13년) 관작과 시호가 삭탈되었고 심정, 홍경주와 함께 기묘삼흉이라 불렸다. 시중에는 그가 조광조 사형을 건의했다는 것처럼 소문이 유포됐으나 중종실록에는 오히려 그는 조광조를 변호하는 입장에 서 있었다.
1567년(명종 21년) 명종의 임종 직전 다시 작호를 회복하였으나 선조 즉위 후 다시 관작을 추탈당했다. 사림파의 일원임에도 급진적이고 과격한 개혁을 반대한 점과 새로운 사림의 영수 조광조를 제거할 때 도와주지 않고 훈구파의 살육을 수수방관하였기 때문에 희대의 배신자이자 파렴치한 역적으로 묘사되었다. 조선이 망할 때까지 그는 훈구파로 몰렸지만, 그는 무오사화와 갑자사화 당시 화를 입었으며 중종반정에 적극 참여하지 않았고, 반정 직후 공신이나 원종공신에 책록되지 않았다. 그러나 그는 조광조를 죽인 사람의 하나로 지목되어 훈구파로 몰렸다. 그에 대한 복권 여론은 고종 즉위 후부터 나타나기 시작했다.
그의 사후 남곤의 문하생들 일부는 이행을 찾아가 이행의 문인이 되었다.
아들이 없고 서자 1인과 딸들이 있었으므로 그의 사후 그에 대한 복권여론도 없었다. 이후 그는 훈구파로 몰려 단죄되었으며, 그가 점필재 김종직의 문하생이라는 것이 시중에 알려진 것은 1910년(융희 3년) 이후부터였다. 그의 외손 송인(宋寅)은 중종의 서녀 정순옹주와 결혼하여 부마가 되었다. 사천서원 정절사에 배향되었고, 1995년 문중에서 지은 충모재에 제향되었다.

## 저서 및 작품

### 저서
- 《지정집》(止亭集)
- 《유자광전》(柳子光傳)
- 《남악창수록》(南岳唱酬錄)

### 공저
- 《속동문선》 (공저)

### 작품
- 《정난종 신도비명》[15]
- 《영춘군 이인 신도비명》 (1509년)

## 가족 관계
부인 연안이씨에게는 아들이 없고, 첩에게서 서자 1명이 있다. 서자 남승사는 1570년에 의과에 급제하였다.
- 할아버지 : 남규(南珪)
- 할머니 : 밀양박씨
  - 아버지 : 남치신(南致信)
  - 어머니 : 진주하씨, 하비(河備)의 딸
    - 형 : 남포(南褒[17], 1459년 ~ 1540년)

  - 부인 : 정경부인 연안이씨, 숙천부사 이세웅(李世雄)의 딸
    - 장녀 : 의령 남씨
    - 사위 : 이선(李墠), 현령, 한산인, 사성 이곡(李穀)의 아들, 목은 이색의 5대손
    - 차녀 : 의령 남씨(1492년 ~ ?)
    - 사위 : 송지한(宋之翰), 통정대부목사, 여산인, 영의정 송질(宋軼)의 아들
      - 외손자 : 송인(宋寅), 여성위
      - 외손부 : 정순옹주 정환(貞順翁主 貞環), 중종의 서녀

    - 삼녀 : 의령 남씨
    - 사위 : 유충경(柳忠慶)

  - 전첩 : 이름 미상
    - 서녀 : 의령 남씨
    - 서녀사위 : 신대윤(愼大胤), 거창인, 판관
      - 외손자 : 신익(愼益, 판관 증 판윤)

    - 서자 : 남승사(南承嗣, ? - ?)

  - 후첩 : 조운(朝雲, 기녀 출신)
- 외할아버지 : 하비(河備)
  - 장인 : 이세웅(李世雄, 본관은 연안, 숙천부사 역임)

## 평가
기묘사화를 일으켜 조광조 등을 제거한 사항을 두고 1568년에 이황과 송순 등의 주청(奏請)으로 간적(奸賊)으로 평가되어 "사림의 분개하는 마음을 시원하게 하라"는 선조의 명으로 1568년(선조 원년) 9월 23일 시호를 포함하여 삭탈관직(削奪官職)을 당하였고 그 후에도 신원(伸寃)되지 못하고 매도되어 왔다. 또한 역사이래 최고의 소인으로 또 간신으로 지탄(指彈)받고 있다.
하지만 남곤은 청렴하여 사치를 몰랐으며, 재상반열에 있었으나 위세를 부리지 않았다. 그가 죽자 왕은 예관을 보내 치제한 뒤 조회를 파하고, 3일간 정사를 중단하였다. 왕조실록의 졸기에 나타난 인물평에 의하면 그는 문장력이 뛰어났고 청렴하였다. 남곤은 당대에 문장이 뛰어났고 필법이 또한 아름다웠을 뿐만아니라 평생 화려한 옷을 입지 않았고 상업을 경영하지 않았으며 재주가 뛰어나서 지론 (持論)이 올발랐다고 평가 받아서 문경이라는 시호를 받았다. 조광조 일파를 숙청하는데 가담하여 조선왕조 내내 매도되었는데, 그가 김종직의 문하생이었음이 알려진 1910년(융희 3년) 이후에는 일정부분 재조명되는 경향도 있다.

## 기타
남곤은 ‘김일손의 문장, 박은의 시는 쉽게 얻을 수 없다’라고 평했다.
기묘사화 때 조광조, 김식 일파를 제거하는 데 동조하였으나, 그는 사림 출신으로 김종직의 문하에서 글을 배운 성리학자였다. 조광조 등의 스승인 김굉필, 정여창, 김일손 등과는 동문수학한 사이로, 학맥상으로는 심정이나 홍경주와는 달리 조광조와 같은 학파였다. 이때문에 후대에서 사림파로부터 배신자나 변절자의 전형으로 낙인찍혀 다른 훈구파 인사보다 더큰 비난의 대상이 되었다.
저서 중에는 무령부원군 유자광의 일대기를 쓴 《유자광전》이 있다. 후에 유자광이 남이의 옥사의 원흉으로 지목되면서 그의 유자광 일대기 역시 조롱의 대상이 되었다.

### 학맥
학맥상으로는 백이정과 안향에게까지 거슬러 올라가는데, 백이정, 안향→이제현→이색→정몽주→길재→김숙자→김종직→남곤으로 이어진다.
백이정, 안향→이제현→이색→정도전

　　　　　　　　　　　　　→이숭인

　　　　　　　　　　　　　→정몽주→권근

　　　　　　　　　　　　　　　　　　→권우→세종대왕

　　　　　　　　　　　　　　　　　　　　　→정인지

　　　　　　　　　　　　　　　　　　→길재→김숙자→김종직→정여창

　　　　　　　　　　　　　　　　　　　　　　　　　　　　　→김굉필→조광조

　　　　　　　　　　　　　　　　　　　　　　　　　　　　　　　　　→김안국

　　　　　　　　　　　　　　　　　　　　　　　　　　　　　　　　　→김정국

　　　　　　　　　　　　　　　　　　　　　　　　　　　　　→주계부정 이심원

　　　　　　　　　　　　　　　　　　　　　　　　　　　　　→김일손

　　　　　　　　　　　　　　　　　　　　　　　　　　　　　→손중돈→이언적

　　　　　　　　　　　　　　　　　　　　　　　　　　　　　→김전

　　　　　　　　　　　　　　　　　　　　　　　　　　　　　→남곤

그러나 그는 조광조를 구명하려 노력하였으나 기묘사화에 동조하는 입장에 섰었으므로 사림파 집권 후에도 김전 등과 함께 사림파로 인정받지 못하고 배신과 변절의 상징으로 여겨졌다.

### 시
| “ | 신광사 庭前柏樹儼成行(정전백수엄성행) / 뜰앞의 잣나무는 삼엄하게 늘어서 朝暮蕭森影轉廊(조모소삼영전랑) / 아침저녁 우뚝한 그림자가 회랑을 돈다 欲問西來祖師意(욕문서래조사의) / 서쪽에서 온 조사의 뜻 물으려 하니 北山靈風送凄凉(북산령풍송처량) / 북산의 신령한 바람 서늘한 기운 보내온다 | ” |

#### 김일손 추도시
무오사화로 죽임을 당한 탁영(濯纓) 김일손의 묘를 중종반정 후 이장할 때 남곤은 글을 지어 "공(公)은 참으로 세상에 드문 재주요 묘당(廟堂)의 그릇이었다. 소장(疎章)과 차자(箚子)의 문장이 넓고 깊음이 큰 바다와 같았고, 인물은 시비하고 국사를 논함이 마치 청천백일(靑天白日) 같았다. 애석(哀惜)하도다 연산군이 어찌 차마 그를 거리에 내놓고 죽였는가, 공은 실로 세상에 드문 선비였다.불행한 때를 만나 화(禍)를 입고 죽었구나" 하고 애석해 하면서 만시(輓詩)를 지었다.
귀신(鬼神)은 아득하고 어두운데 천도는 진실로 알기도 어렵구나.
귀신도 천도는 좋아하고 미워함이 인간과는 달라 화와 복을 항상 거꾸로 베푸나니,
길고 긴 이 우주(宇宙)에 오래 사나 짧게 사나 하루살이와 같은 것이라.
촉루의 즐거움이 인간의 임금보다 나은지 어찌알랴,
달관으로 한 웃음에 부치니 뜬 구름처럼 아득하다.
다만 아깝기는 세상에 이름난 사람은 한번 나기 매양 어렵도다.
 수백년을 걸려서야 겨우 한번 보게되네.
 그를 보고도 성취시키지 못하니 태평의 다스림을 어느 때에나 보랴,
 나의 난 것이 무슨 다행으로 그대와 동시였네,
 서한시대(西漢時代)의 문장이요,송(宋)나라 원풍(元豊), 희녕(熙寧)시대의 인물이었네,
정치의 잘못됨을 한 숨 쉬고 통곡(痛哭)하며,
옳은 일이라면 용감(勇敢)히 하였도다.
 강관의 무리들이 옆에서 이를 갈며 엿보는 줄 어찌 알았으랴,
 큰 칼 쓴 죄인으로 문득 사형장(死 刑場)으로 가란 말가,
 세상 만사에 없는 일이 없구나,
 동해 바다가 끝없이 너르네,
 지금은 세상이 바로 되어가 혹한 법도 풀어져 선하고 악한 것이 구별이 되네,
 어찌 무오년의 원통(寃痛)함은 아직도 신설(伸雪)하지 못하는고,
춘추의 필법에는 내 임금의 허물을 위(諱)하는 예가 있어
 정공(定公).애공(哀公)의 기록에는 숨긴 말이 많다하나 이렇게 춘추(春秋)를 지은 성인(聖人)은 하늘과도 같아서 후세 사람 따를 바 못되고,
붓을 잡아 들은대로 쓰는 것은 사가(史家)의 상례이다.
 들은바 가 바르고 틀림이 있다해도 그것은 사람의 사견(私見)이다.
 그것을 정리 편찬하는 데는 실록청(實錄廳)이 있으니
 허위로 된 것이면 깎으면 그만인데
 다만 뱃속의 칼이 터럭속의 흠터를 찾아냈네.
 위(魏)나라 사람들이 국악(國惡)을 써서 길거리 에 보인 것과는 비할 것도 아니로다.
 벼슬 자리에서 직무(職務)를 행하지 못했다면 그 죄는 매를 치면 될 것이요
,현능한 인재에는 특별히 용서하고 감형하는 옛 법도 있는 바다.
 이런 말씀 아뢰어 임금의 의혹을 풀어드릴이 없구나.
 세월도 10년을 넘게되니 식자들의 가슴에 영원한 슬픔이여,
파타성(跛타城) 성동의 낮은 언덕 초라하여 시체 감출곳 되지 못하네
 사랑하는 자질들이 좋은 땅 가려 이장 (移葬)하려 하도다.
 그대는 지금 하늘 위에서 굽어보면 먼지만 자욱하리.
 솔개나 굼벵이를 택하지 않거든 하물며 이땅저땅 상관하랴마는
 인간에서 구구하게 성묘 (省墓)하고 제사(祭祀)드리기 편함을 취함이네.
처량하다 목천현(木川縣)에 구불 구불한 산기슭,
 후일에 도지(圖誌)를 편찬(編纂)할 때 이 무덤 기록하여 빼지마오.

## 같이 보기
| - 영남학파 - 갑자사화 - 무오사화 - 중종 반정 - 심정 - 김종직 - 김숙자 - 하충 - 정몽주 - 길재 - 정여창 - 김굉필 - 김안국 - 김일손 - 김인후 - 남효온 - 이맹전 - 조려 - 남포 | - 기묘사화 - 신사무옥 - 정광필 - 김담 - 김정국 - 김식 - 안당 - 서경덕 - 송사련 - 송익필 - 송한필 - 이기 - 유자광 - 이수형 - 이현보 - 이언적 - 이황 - 박승임 - 송석충 | - 이이 - 사림파 - 정여해 - 백이정 - 이제현 - 이곡 - 이색 - 정몽주 - 정도전 - 이숭인 - 권우 - 정인지 - 조식 - 김전 |

## 남곤이 등장한 작품
- 홍성민 - 1985년 (조선왕조 오백년 - 풍란) MBC 드라마
- 최상훈 - 1996년 (조광조) KBS 드라마
- 문창길 - 2001년 ( 여인천하 ) SBS 드라마

## 참고 자료
- 속동문선
- 지정집
- 성종실록
- 연산군일기
- 중종실록
- 명종실록
- 선조실록
- 국조인물고
- 국조보감
- 국조방목
- 사마방목
- 대동야승
- 연려실기술
- 조야첨재